# Myjava
Myjava es la capital del distrito de Myjava en la región de Trenčín, Eslovaquia, con una población estimada a final del año 2024 de 10 453 habitantes.
Se encuentra ubicada al oeste de la región, cerca del río Myjava (afluente del río Morava, cuenca hidrográfica del Danubio) y de la frontera con la región de Trnava y la República Checa.

## Demografía
| Año        | 1994   | 2004    | 2014    | 2024     |
| ---------- | ------ | ------- | ------- | -------- |
| Población  | 13 244 | 12 884  | 12 042  | 10 453   |
| Diferencia |        | −2,71 % | −6,53 % | −13,19 % |

| Año        | 2023   | 2024    |
| ---------- | ------ | ------- |
| Población  | 10 547 | 10 453  |
| Diferencia |        | −0,89 % |